# Peter Wessels
Peter Wessels (ur. 7 maja 1978 w Zwolle) – holenderski tenisista, reprezentant w Pucharze Davisa.

## Kariera renisowa
Występując jeszcze w zawodach juniorskich, Wessels w 1995 roku zwyciężył w Rolandzie Garrosie w konkurencji gry podwójnej chłopców, w parze z Raemonem Sluiterem.
Karierę zawodową Wessels rozpoczął w 1996, a zakończył w 2009 roku. W grze pojedynczej wygrał jeden turniej kategorii ATP World Tour oraz osiągnął jeden finał.
W reprezentacji Holandii w Pucharze Davisa startował w latach 2005–2008, rozgrywając w singlu cztery pojedynki, z których w dwóch triumfował oraz pięć meczów deblowych, z których dwa wygrał.
W rankingu gry pojedynczej Wessels najwyżej był na 72. miejscu (7 lutego 2005), a w klasyfikacji gry podwójnej na 111. pozycji (26 października 1998).

### Finały w turniejach ATP World Tour

#### Gra pojedyncza (1–1)
| Nazwa                         |
| ----------------------------- |
| Wielki Szlem                  |
| Igrzyska olimpijskie          |
| Tennis Masters Cup            |
| ATP Masters Series            |
| ATP International Series Gold |
| ATP International Series      |

| Końcowy wynik | Nr | Data            | Turniej          | Nawierzchnia | Przeciwnik       | Wynik finału        |
| ------------- | -- | --------------- | ---------------- | ------------ | ---------------- | ------------------- |
| Zwycięzca     | 1. | 16 lipca 2000   | Newport          | Trawiasta    | Jens Knippschild | 7:6(3), 6:3         |
| Finalista     | 1. | 23 czerwca 2007 | ’s-Hertogenbosch | Trawiasta    | Ivan Ljubičić    | 6:7(5), 6:4, 6:7(4) |